# ONE FC: Warrior Spirit
ONE FC: Warrior Spirit foi um evento de artes marciais mistas promovido pelo ONE Fighting Championship, ocorrido em 15 de dezembro de 2013 no Putra Indoor Stadium em Bukit Jalil, Kuala Lumpur, Malásia. 

## Background
O evento principal seria uma luta pelo Cinturão Meio Médio Inaugural do ONE FC entre Adam Kayoom e Nobutatsu Suzuki. Em 11 de Novembro de 2013, o ONE FC anunciou oficialmente que Adam Kayoom estava lesionado, e seria substituído por Vitor Pinto. Porém, Pinto não foi liberado pelos médicos e a luta foi cancelada.